# Katharina-Brunnen

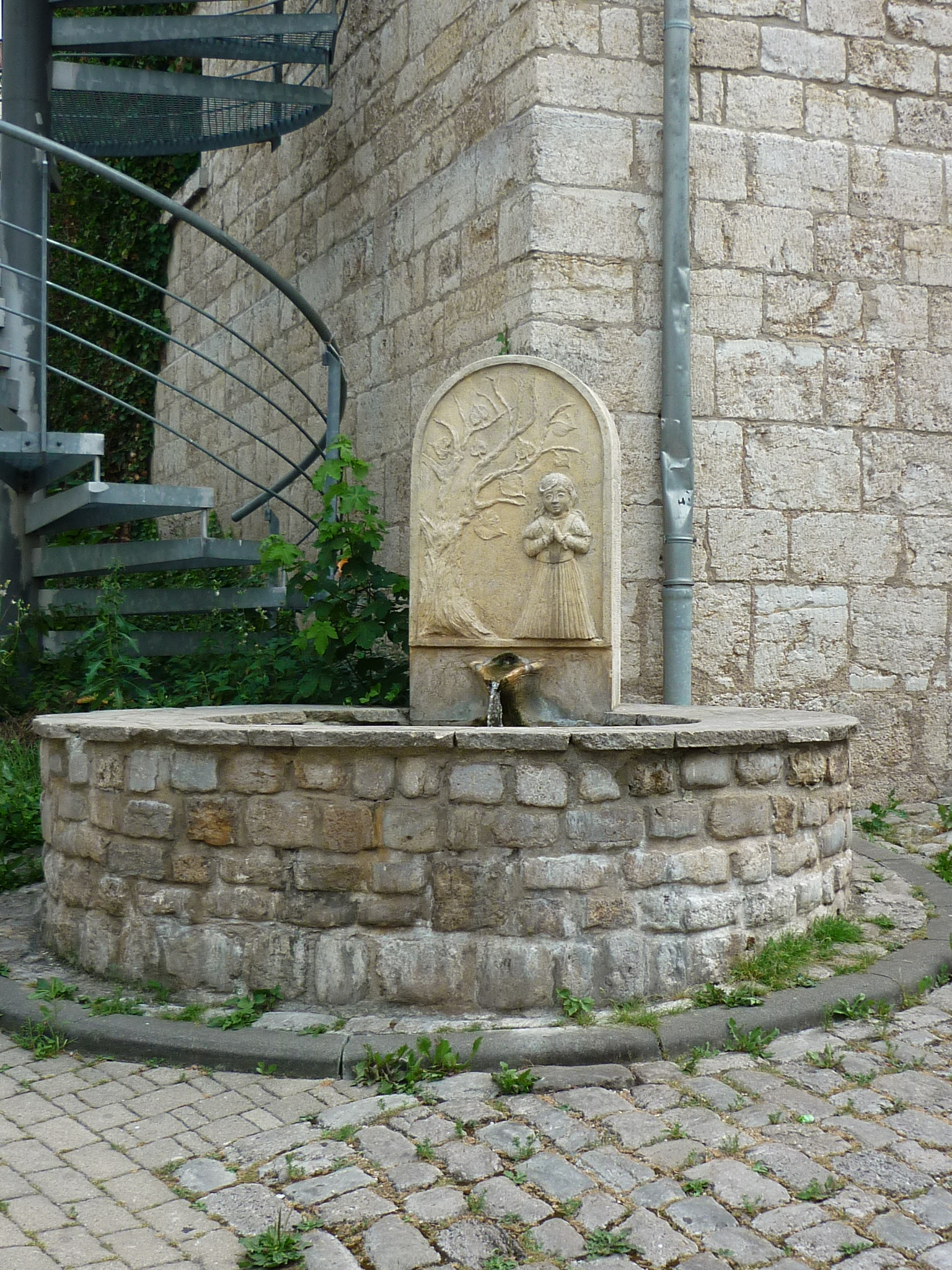
Katharina-Brunnen an der Außenmauer des Schlosses

Der Katharina-Brunnen ist ein Laufbrunnen in Apolda, der sich in der Altstadt am Aufgang zum Stadtschloss befindet. Der Brunnen ist Katharina Vitzthum gewidmet, die am 22. Juli 1559 im Kindesalter starb und deren Grabstein in der Apoldaer Martinskirche erhalten ist.

## Katharina-Sage
Der Sage nach soll Katharina als Kleinkind von einer Angehörigen des fahrenden Volkes verflucht worden sein, sieben Jahre später von einem Blitzschlag getroffen zu werden. Fortan sperrte Katharinas Vater Moritz von Vitzthum sie immer bei Gewitter in den Schlosskeller, während das Kind eine Faszination für Gewitter entwickelte. Als die sieben Jahre vergangen waren, wurde Apolda von einer Serie von Unwettern heimgesucht, die erst nachließen, als verängstigte Anwohner das Kind aus dem Schlosskeller befreiten. Die kleine Katharina betrat erfreut den Schlosshof, lief zu ihrem Lieblingsplatz unter der Schlosslinde und wurde tödlich von einem letzten Blitz getroffen – Sekunden, bevor die Sonne hervorkam.

## Gestaltung
Der Laufbrunnen, dessen Auslauf in ein aus Naturstein gemauertes Becken mündet, ist mit einer Natursteinplatte als Brunnenstock bekrönt, auf der als Relief die kleine Katharina neben der von ihr geliebten Linde zu sehen ist. Die Platte ist der in der Martinskirche erhaltenen Grabplatte nachempfunden. Der am 17. September 1997 eingeweihte Brunnen wurde 2022 saniert, das Natursteinbecken abgedichtet und der Rand mit einer Abdeckung aus Travertin belegt.